# Ambroise Pascal Liotard
Pour les articles homonymes, voir Liotard.
Ambroise Pascal Liotard appelé parfois Pascal Liotard de Lambesc est un sculpteur français né le 22 avril 1810 à Lambesc et  mort le 17 février 1876 à Marseille.

## Biographie
Ambroise Pascal Liotard, fils de maçon, est l'élève de David d'Angers. Il expose des bustes au Salon de Paris de 1835 à 1837 : M. Hollin (plâtre 1835), un conseiller à la cour de cassation (marbre 1836), M.G. fils, professeur de musique au conservatoire (marbre 1836). Sous le second empire il participe aux expositions marseillaises de 1859 et 1860 où il présente des bustes et une statue représentant Messire Joseph de Clerc de Molières qui se trouve actuellement à l'entrée de l'EHPAD Clerc de Molières de Tarascon.
Le 18 octobre 1867 la ville de Marseille lui confie, pour la décoration de la nouvelle école des beaux-arts qui se trouvait dans l'actuel Palais des Arts, la réalisation d'un buste en marbre représentant Napoléon Ier pour la façade et un médaillon en plâtre représentant Honoré Bouche. En 1874 il postule pour devenir professeur dans ladite école, mais le poste sera attribué à Émile Aldebert.

## Collections publiques
- Lambesc, Église Notre-Dame-de-l'Assomption : bas-relief au fronton de l'église représentant L'Assomption[5]
- Marseille, musée des beaux-arts : Buste de Napoléon Ier sur la façade[6].
- Saint-Rémy-de-Provence, Buste de Nostradamus au-dessus d'une fontaine[7].
- Tarascon, Entrée de l'EHPAD Clerc de Molières : Messire Joseph de Clerc de Molières.
- Versailles, Musée de l'Histoire de France (Versailles) : Buste de Boileau[8].

## Galerie

Œuvres de Ambroise Pascal Liotard
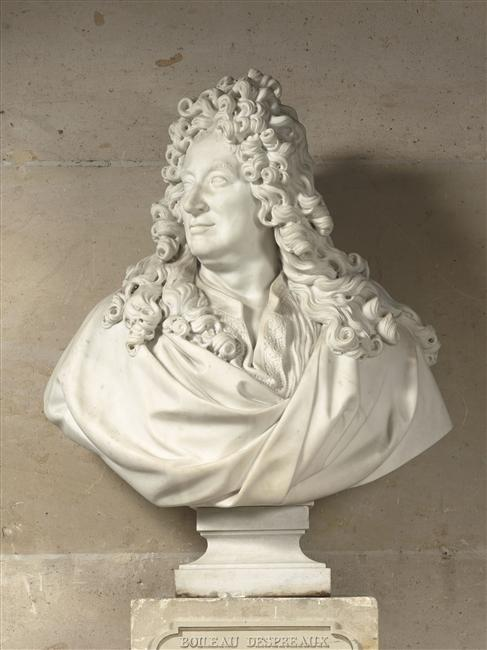
Buste de Nicolas Boileau, Musée de l'Histoire de France (Versailles)
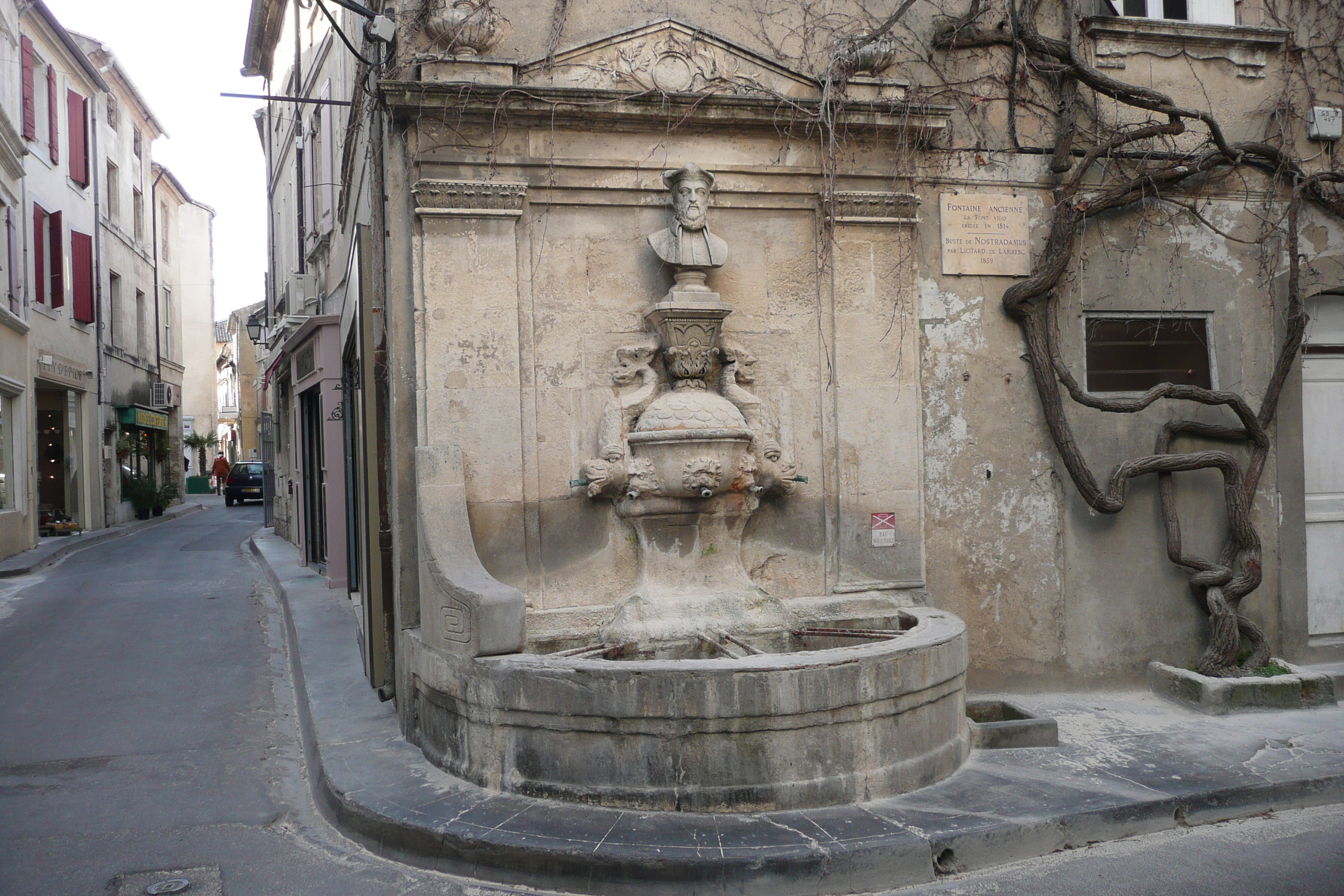
Buste de Nostradamus, fontaine de Saint-Rémy-de-Provence
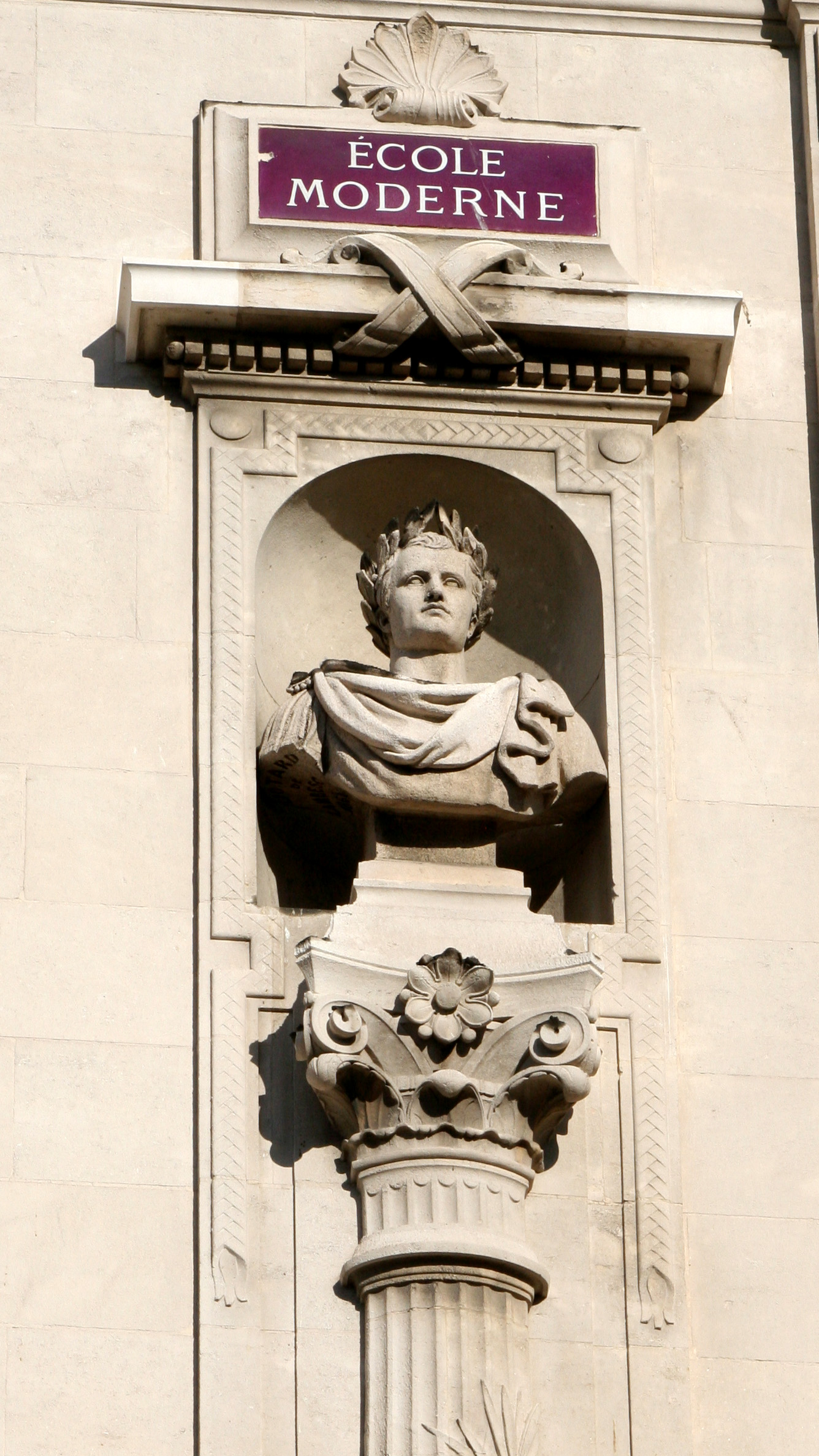
Napoléon Ier, Marseille, Palais des Arts.
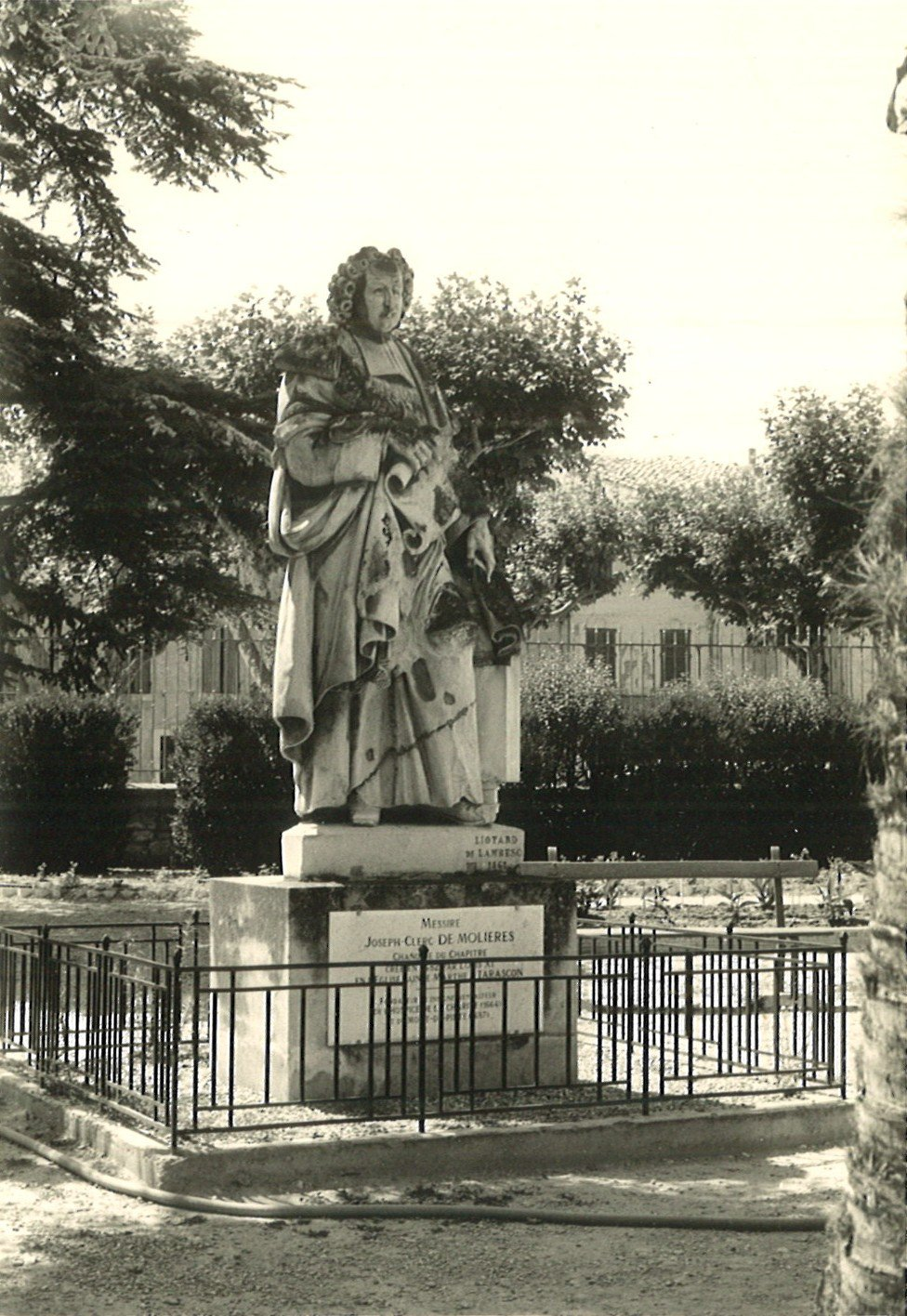
Le chanoine Joseph de Clerc de Molières, Tarascon, entrée de l'EHPAD de Clerc de Molières.